# Album (Mig 21)
Album (2014) je hudební album skupiny Mig 21. Obsahuje třináct skladeb o celkové délce 46:31. V nahrávkách vystupují Jiří Macháček (zpěv), Tomáš Polák (kytara), Pavel Hrdlička (trumpeta), Jan Hladík (bicí) a Adam Stivín (baskytara).

## Booklet
Přebal CD je tvořen vyfotografovanou výšivkou vytvořenou desítky tisíc stehů, na nichž po dobu dva a půl měsíce (v pražském kancelářském objektu ArtGen) pracovala Radka Kalabisová. Předlohou pro výšivku jí byl snímek kapely zachycující jejich splouvání Vltavy na lodičce. Autorem fotografie je Martin Tiso.

## Křest alba
Křest CD v podobě vernisáže proběhl 30. září 2014 v pražské Galerii DOX. Účastníci mohli zhlédnout artefakty z historie kapely, loď Paprika a také výšivku použitou na booklet alba. O tři dny později, 3. října, vyšlo a v ten den současně proběhl v Karlových Varech první koncert turné nazvaného „Album Tour“.

## Obsah alba
Na albu jsou tyto skladby:
1. „Štěstí hejbe planetou“
2. „Diskobůh“
3. „V tropické zahradě“
4. „Máma se vrací“
5. „Orle“
6. „Na zotavenou“
7. „Kalhotky si sundej“
8. „Venkovan kluk“
9. „Policajtka“
10. „Karafiát“
11. „Chci Ti říct“
12. „Život je poušť“
13. „Mávej“